# Marek Vašut
Marek Vašut (* 5. května 1960 Praha) je český divadelní a filmový herec a filmový a herní dabér.

## Život
Absolvoval pražskou jazykovou základní školu v Ostrovní ulici. Po maturitě na gymnáziu Jana Nerudy pokračoval ve studiu a roku 1983 ukončil DAMU v Praze. Své první role hrál v Národním divadle v Brně v letech 1983 až 1984, od roku 1985 do roku 1992 (s výjimkou let 1990–1991, kdy pobýval jako stipendista Lee Strasberg Theatre Institute v USA) vystupoval v Národním divadle v Praze. Po ukončení angažmá v ND odešel do svobodného povolání, podnikal v oblasti módy, herecky spolupracuje s televizí, zahraničními filmovými produkcemi, pražskými divadly a dabingem, moderuje společenské akce i televizní pořady. V roce 2002 vydal sbírku básní pod názvem Humanet, s jeho uměleckými fotografiemi, malířskými a další výtvarnými pracemi je veřejnost seznamována na řadě výstav. Marek Vašut se také stal v roce 2016 moderátorem obnovené televizní soutěže Chcete být milionářem.
Již jako dítě se objevil v několika filmových snímcích režisérky Věry Šimkové-Plívové, první významnou filmovou roli hrál ve filmu Pěsti ve tmě (1986). V několika hollywoodských filmech byl obsazen do epizodních rolí gangsterů.
V roce 2002 nadaboval v české počítačové hře Mafia: The City of Lost Heaven hlavní postavu Thomase (Toma) Angela a o 18 let později si stejnou roli zopakoval ve hře Mafia: Definitive Edition. V roce 2024/2025 daboval ve hře Kingdom come: deliverance 2  Ottu z Bergova.
V roce 2004 ztvárnil hlavní mužskou roli ve filmu Michala Viewegha Román pro ženy. Herec o sobě tvrdí, že je ze staré školy, a proto nepoužívá žádné sociální sítě. Má k nim odpor. 

## Filmografie
- Káťa a krokodýl (1965)
- Martin a červené sklíčko (1966)
- Přijela k nám pouť (1973)
- Velké trápení (1974)
- Smrt mouchy (1976)
- Božská Ema (1979)
- Lásky mezi kapkami deště (1979)
- Panelstory (1979)
- Něco je ve vzduchu (1980)
- Hořký podzim s vůní manga (1983)
- Její pastorkyňa (1983)
- O bílém jadýrku (1983)
- Kariéra (1984)
- Láska z pasáže (1984)
- Láska s vůni pryskyřice (1984)
- Zelená léta (1985)
- Dobré světlo (1986)
- Panoptikum Města pražského (1986)
- Pěsti ve tmě (1986)
- Hauři (1987)
- O podezíravém králi (1987)
- Druhý dech (1988)
- Stupne poražených (1988)
- Útěk ze seriálu (1988)
- Divoká srdce (1989)
- Dlouhá míle (1989)
- Dobrodružství kriminalistiky (1989) – TV seriál
- Pražská 5 (1989)
- Příběh '88 (1989)
- Vlastně se nic nestalo (1989)
- Všechny krásy života (1989)
- Divoká svině (1990)
- Král kolonád (1990)
- O Radkovi a Mileně (1990)
- Vlci (1990)
- Vracenky (1990)
- Detektiv Martin Tomsa (1992) – TV seriál
- Hora jménem Andělská (1992)
- Hříchy pro pátera Knoxe (1992) – TV seriál
- Kamarád do deště II – Příběh z Brooklynu (1992)
- Přítelkyně z domu smutku (1992)
- Anatol (1993)
- Hostina (1993)
- Jenny Marx, la femme du diable (1993)
- Konec básníků v Čechách (1993)
- O zvířatech a lidech (1993)
- Peklo v řetězech II (1993)
- Uctivá poklona, pane Kohn (1993)
- Akumulátor 1 (1994)
- Divadelní román (1994)
- Dračí prsten (1994)
- Nehynoucí láska (1994)
- Otčina (1994)
- Přetržený výkřik (1994)
- Řád (1994)
- Zapomenuté tváře (1994)
- Diamantové meče (1995)
- Hazard (1995)
- Jak chutná smrt (1995)
- Mladý Ivanhoe (1995)
- Playgirls II (1995)
- Venušina delta / Venušin pahorek (1995)
- Mission: Impossible (1996)
- Mňága – Happy End (1996)
- Četnické humoresky (1997) – TV seriál
- Motel Anathema (1997)
- The Brylcreem Boys (1998)
- Milenec lady Chatterleyové (1998)
- Nemocnice na pokraji zkázy (1999)
- Andělská tvář (2001)
- Černí andělé (2001)
- Člověk v ZOO (2001)
- Múza je hrůza (2001)
- Blade 2 (2002)
- Česká spojka (2002)
- Kameňák (2002)
- Únos domů (2002)
- xXx (2002)
- Mafia: The City of Lost Heaven (2002) – videohra
- Děti planety Duna (2003)
- Hitler: Vzestup zla (2003)
- Kameňák 2 (2003)
- Liga výjimečných (2003)
- Nemocnice na kraji města po dvaceti letech (2003) – TV seriál
- Společník (2003)
- Strážce duší (2003) – TV seriál
- Kameňák 3 (2004)
- Román pro ženy (2004)
- Van Helsing (2004)
- Zbojníci (2004) – TV seriál
- Zůstane to mezi námi (2004)
- Fine Art of Love: The Mine Ha-Ha (2005)
- The Grooming (2005)
- Jasnovidec (2005)
- Medzi nami (2005)
- Obchod s bílým masem (2005)
- Rána z milosti (2005)
- Ulice (2005) – TV seriál
- Bestiář (2006)
- Místo v životě (2006)
- Prachy dělaj člověka  (2006)
- Tristan a Isolda (2006)
- Hannibal – Zrození (2007)
- Chyťte doktora ( 2007 )
- Svatba na bitevním poli aneb Hodiny před slávou (2007)
- 1. oddělení (2008) – TV seriál
- Bathory (2008)
- Comeback (2008)
- Vlna (2008)
- Vy nám taky, šéfe! (2008)
- Kněžna Libuše (2009)
- The Philanthropist (2009)
- Solomon Kane (2009)
- A Son's War (2009)
- Veni, vidi, vici (2009)
- Comeback – Bejk (2010) – TV seriál
- Čas grimás (2010) Franz Xaver Messerschmidt – dokument
- Doktoři z Počátků (2013) – TV seriál
- Sanitka 2 (2013) – TV seriál
- "Kurýr" (2014) – Americký TV seriál (hrál jen v jednom díle, zabit)
- Chcete být milionářem? (2016) – TV soutěž
- Doktorka Kellerová (2017) – TV seriál
- Pepa (2018)
- Láska bez bariér (2018)
- McMafia (2018) – TV seriál
- Treadstone (2019) – TV seriál
- Román pro pokročilé (2019)
- Amnestie (2019)
- Mafia: Definitive Edition (2020) – videohra
- Alpha Code (2020)
- sKORO NA mizině (2021) – internetový seriál
- Šťastný nový rok 2: Dobro došli (2021)
- Jan Žižka (2022)
- Vražedné stíny (2022)
- Za vším hledej ženu (2022)
- Dobré zprávy (2022) – TV seriál
- Ulice (2024) – TV seriál
- Kingdom Come: Deliverance II (2025) – videohra